# Большебабчанский сельский совет
Большебабча́нский либо Великобабча́нский се́льский сове́т — до 17 июля 2020 года входил в состав Чугуевского района Харьковской области Украины.
Административный центр сельского совета находился в селе Большая Бабка.

## История
- 1923 — дата образования Больше-Бабчанского сельского Совета депутатов трудящихся на территории … волости в составе Чугуевского уезда Харьковской губернии Украинской Советской Советской Социалистической Республики.
- С 1923 года — в составе русского национального Чугуевского района Харьковского округа, с 1932 г. — Харьковской области УССР.
- После 17 июля 2020 — в рамках административно-территориальной «реформы» по новому делению Харьковской области[6][7] сельский совет был ликвидирован; входящие в него населённые пункты и его территории были присоединены к … территориальной общине (укр. громаде) того же Чугуевского района
- Сельсовет просуществовал 97 лет.

## Населённые пункты совета
- село Больша́я Ба́бка[4][8][9][10][11][12][13][14][15][16][17] (Вели́кая Ба́бка)
- село Песча́ное

## Адрес сельсовета
- 63510, Харьковская область, Чугуевский район, с. Большая Бабка, ул. Победы, 34.